# 重騎兵

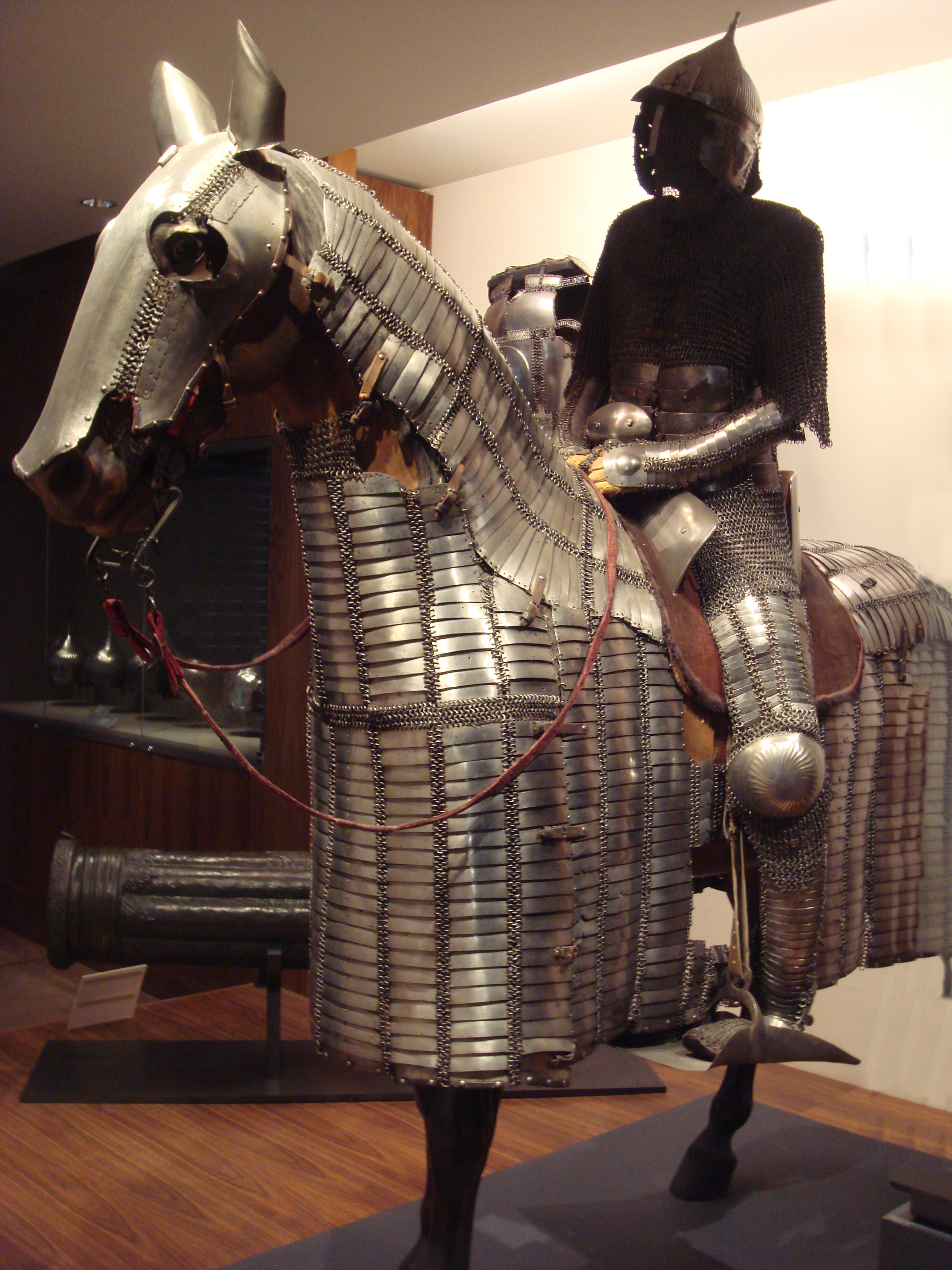
オスマン帝国のマムルーク重騎兵（1550年頃）

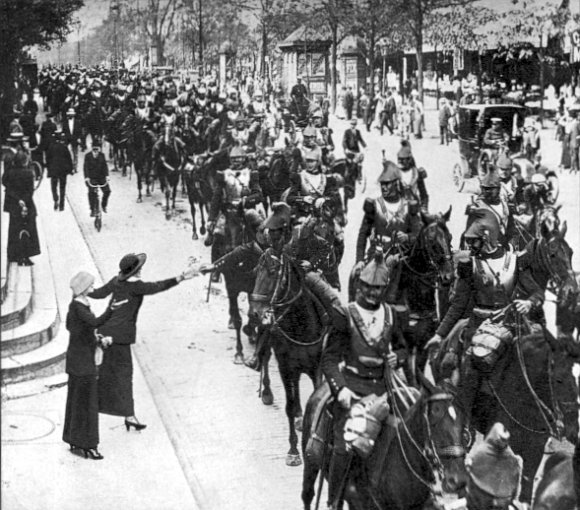
パリを行進するフランスの重騎兵隊（1914年8月）

重騎兵（じゅうきへい、heavy cavalry）は、鎧で重武装した騎兵である。

## 歴史

### 古代
古代の農耕社会における戦場の主役は重装歩兵であった。騎兵も重要な存在ではあったが、偵察や追撃といった機動力（移動の速さ）を生かした戦術に用いられることが多かった。当時は馬具が未発達であり、馬に乗りなれない人間には重い鎧をまとって馬上で戦うことが難しかったためである。ただし、元来牧畜の民が多かったマケドニア王国のヘタイロイなど突撃力を生かす運用をされた騎兵も存在した、また遊牧民であるスキタイや匈奴には重装備で身を固め、馬鎧を付けて突撃する重装騎兵が存在していた。カルタゴのハンニバル、ローマのスキピオ、カエサルなどは、その機動力を活かして翼から包囲する戦法を用いて、勝敗の決定打とした。
4世紀の中国で鐙が発明されたことによって、重装備を装着しながらの騎乗が可能になり、馬上での戦いも行いやすくなったため、突撃力を重視する重騎兵の役割が増した。

### 中世
中国における南北朝時代の北朝や隋の他、遼や西夏・金といった周辺異民族の王朝では軽騎兵よりも金属鎧を着込み馬に馬鎧を付けて突撃を行う重騎兵（鉄騎）が重要な地位を占めた。東ローマ帝国でも馬にも甲冑を帯びたカタフラクトが軍の主力となった。モンゴル軍や、初期イスラム帝国からオスマン帝国を通してのアラブ・ペルシャ諸国家は、軽騎兵による騎射と重騎兵による突撃を巧みに使い分けた。
ユーラシアでは主に遊牧民から構成された突厥やモンゴル、ティムール朝、オスマン帝国などが、軽騎兵による騎射と重装備を施された重騎兵による突撃を駆使して、東西に広がる広大な版図を征服した。ヨーロッパでもレヒフェルトの戦いにおいて重装備の騎士の軍が数で倍する軽騎兵で構成されたマジャール人の軍を打ち破るなど、重騎兵が大きな力を発揮し軍事上重要な地位を占めた。百年戦争後期フランスの騎士などは非常に重い馬鎧を馬に着せたため頑強な防御力を誇ったが、その分機動力が低下したため、アジャンクールの戦いでは射程のあるロングボウの連射により次々と討たれたと言われる。

### 近世
近世に入ると、ヨーロッパでは火器の発達により重装の槍騎兵は廃れたが、自らも火器を活用するようになった騎兵は依然として一線で活躍した。スペインとポーランドを除いた諸国では16世紀末までに騎兵はピストルとサーベルを装備することになった。なお、16世紀半ばからスペインは騎兵に小銃を装備させていた。例外的にポーランドのフサリアは当初は軽騎兵であったが、16世紀にはランスで突撃を行う重騎兵に発展し、18世紀まで活躍した。
近世の重騎兵の主流は胸甲（キュイラス）を身にまとった胸甲騎兵（cuirassier）であった。胸甲騎兵は崩れかけた敵陣を突撃によって粉砕するといった役割を負った。突撃を銃で支援する火縄銃騎兵やカービン（騎兵銃）騎兵と言った騎兵も存在した。このころグスタフ・アドルフやフリードリヒ大王らによって、歩兵、砲兵と組み合わせる近代的な騎兵の運用方法が工夫された。

### 近代から現代
19世紀はじめのナポレオン戦争期にはナポレオン・ボナパルト率いる大陸軍が騎兵による集団突撃を重視したため、重騎兵が活躍した。大陸軍の重騎兵には胸甲騎兵の他カービン騎兵（仏Carabiniers-à-Cheval）等も存在しそれぞれ騎兵連隊に編成されていた。
近代以降、戦場における火器の進化により装甲が用をなさなくなったこともあり、重騎兵は軽騎兵に吸収される形で次第に消滅した。胸甲騎兵など各種の重騎兵が最後に活躍したのはクリミア戦争や普仏戦争と言われている。なお、ヨーロッパでは普仏戦争以降、第一次世界大戦まで、大規模な戦争はない。また19世紀以降、銃器のライフリングが普及すると背の高い騎兵は格好の狙撃の的となるため、機動力を利用しての偵察や奇襲、後方撹乱などでの運用が中心となった。第一次世界大戦まではかろうじて存在したが、その後は徐々に戦場から姿を消した。また同じ頃から、機械化、中でも航空機と戦車の導入が進んだことにより、第二次世界大戦後は騎兵そのものが消滅した。
胸甲騎兵など重騎兵の名称は、かつて重騎兵が担っていた機動力およびその高速力を生かした敵中への突破を任務とする戦車をはじめとする機甲部隊や空中機動部隊の伝統名称として、現在でも一部の部隊で用いられている。